# Ion Gugiuman
Ion Gugiuman (n. 4 decembrie 1909, Huși – d. 30 noiembrie 1990, Iași). Profesor universitar, șef de catedră, decan, director la Stațiune de Cercetare.
Unul dintre repezentanții de seamă ai școlii geografice ieșene,Ion Gugiuman s-a născut într-o renumită și străveche podgorie moldoveană,zonă căreia îi va purta,tot restul vieții o afecțiune și un interes aparte.

## Biografie
S-a născut într-o familie de oamenii simpli,de ocupație agricultori fiind al patrulea copil a lui Gheorghe și al Tincăi Gugiumană.
Începuturile instrucției sale școlare se deruleaza la Huși unde,cu doi ani mai târziu decât ar trebui,în 1918 abia,urmeaza școala primară,întârziere determinată de primul război mondial,perioadă cand clădirile școlii fuseseră transformate în spitale pentru răniți.
Terminând școala primară continuă învățătura și,în toamna anului 1922 intră prin concurs,la Liceul „Cuza Vodă” din Huși,pe care il absolvă în 1929,cu distincție,iar la examenul de bacalaureat reușește al doilea în sesiunea respectivă.I se deschide astfel drumul perfecționării universitare.
Puternic impresionat de lecturile geografice ale lui Ion Simionescu,de care aflase și pe care le citise în anii de liceu,la care se adaugă dragostea pentru natura minunată a locurilor natale cu dealuri,văi și lunci,codrii și câmpuri roditoare îl fac să se înscrie,ca stundent,la secția de Geografie a Universitații din Iași,unde Ion Simionescu era profesor,obținând,în urma unui concurs și dreptul de a locui gratuit în cămin.
La secția de Geografie-Stiințele Naturale Ion Gugiuman audiază nesaț prelegirile unor dinstinși profesori:Mihai David ( Geografie Fizică),elevul lui Simionescu care preda lecții frumoase și mai ales expuse cu pasiune,Gh. Năstase ( Geografie Umană),un profesor foarte meticulos și ordonat atât în expunere cât și în scris,Ioan Borcea ( Zoologie și ZooGografie),Ion Atanasiu ( la Geologie Generală și Geologia României) și alții.De la acești dascăli a învățat multe,așa cum singur marturisește,dar mai ales tehnica cercetărilor de teren și ordinea în muncă științifica.La 25 martie 1933 susține examenul de licență în Geografie (prinipal)- Științele Naturale (secundar) cu lucrarea Depresiunea Elan-Horincea,obținând calificativul „foarte bine cu dinstincție”.
Pentru a preda în învățământul secundar,Ion Gugiuman absolvă în luna mai a aceluiași an și Seminarul Pedagogic Universitar din Iași.
După ce-și satisface stagiul militar la unitați de artilerie din Tecuci și Iași (în invervalul septembrie 1933-august 1934),tânărul Ion Gugiuman își începe cariera didactică ca profesor suplinitor în orasul natal,la liceul pe care l-a absolvit.
Se căsătorește la Galați la 18 decembrie 1937 cu o fostă colegă de facultate și prietenă,Lidia N. Cojemeaco „cu care a înjghebat (expresia îi aparține)o familie în care au crescut doi copii - Olga și Gheorghe și mai apoi copii acestora:Dragos,Irina și Cristian”.Atras de cercetarea geografică,se înscrie în anul 1936 ca doctorand în geografie la profesorul Gh. Năstase.Muncind cu îndârjire reușește să tocmească teza : „Regiunea Geografică Huși.Contribuțiuni de geografie fizică și umană” pe care susține la 22 iunie 1943 obținând titlul de doctor în geografie cu calificativul „Magma cum laude”.Lucrarea va fi publicată mult mai târziu,dupa 16 ani,în 1959,în Editura Științifică,cu titlul „Depresiunea Huși.Studiul de geografie fizică și economică”.

## Activitate profesională și științifică
Dupa susținerea la București a examenului de capacitate cu calificativ foarte bun (în comisie având examinatori pe S. Mehedinți,G. Vâlsan,M. Ralea,N.  Ștefănescu) este la 1 septembrie 1935 profesor titulor provizoriu de geografie la Liceul „Titu Maiorescu” din orașul Aiud(Jud.Alba). Dorind să-și pregătească mai ușor teza de doctorat,să fie mai aproape de conducătorul său,solicită transferul la una din catedrele vacante din orasul Iași,dar nu este înțeles;obține însa catedre în diferite orașe din Moldova.Este astfel profesor la Bălți,după care în perioada 1937-1939,predă geografia la Galați,atât la Seminarul Teologic „Sf. Andrei” cât și la Liceul Comercial.La Galați a primit și titularizarea definitivă în învățământul mediu(la 1 aprilie 1939).
Urmeaza doi ani de învățământ(1939-1941),în care Ion Gugiuman își va desfășura activitatea la Chișinău.
În anul 1941,la 1 aprilie,este numit suplinitor la Catedra de Geografie generală și Geografie umană de la Universitatea Mihăileană din Iași, catedră condusă de ilustrul profesor Gh. Năstase.
Motive independente de voința sa au făcut ca să ocupe acest post abia la 8 ianuarie 1942,în baza Ordinului Ministerului Educației Naționale,Cultelor și Artelor.
Este avansat asistent provizoriu la 23 mai 1942 și apoi asistent titular (la 12 dec. 1943),la aceeași catedră.
În perioada refugiului Universității din Iași la Alba Iulia și Zlatna,asistentul Ion Gugiuman este promovat șef de lucrări definitiv la 15 februarie 1945.
În anul universitar 1948/1949 este profesor suplinitor la Catedra de Geografie fizică și Geografia României de la Facultatea de Istorie-Geografie a Universității din Iași.La 1 octombrie 1948 este încadrat conferențiar, iar la 1 ianuarie 1961 este numit-prin concurs-profesor titular de Geografie fizică la Universitatea din Iași.
La 1 octombrie 1967 i s-a acordat titlul științific de doctor-docent,după care în urma pensionării (la cerere) intervenită la 1 iulie 1975,este numit profesor universitar consultant.
În lunga și neîntrerupta sa prezentă în Iașiul universitar,Ion Gugiuman,a urcat treptat toate treptele ierarhiei didactice,predând cursuri atractive,bine documentate,adesea într-o manieră inedită.Consacrarea i-o dă însă cursul de meteorologie-climatologie.A mai predat de-a lungul activității sale didactice (mai ales la început) și alte cursuri,dintre care amintim: Geografia fizică generală,Climatologia României,Geografia fizică a României,Hidrologie.
În intervalul 15 aprilie - 1 septembrie 1947,Ion Gugiuman a predat geografia și în cadrul Seminarului Pedagogic Universitar din Iași,iar intre 1948-1950 realizează în fața studenților mediciniști din Iași un curs de Geografie fizică.Pentru o scurtă perioadă,doar 3 ani (1952-1955),Ion Gugiuman prezintă în fața studenților de la ISEP Iași un curs de Geografie economică,dovedind valențe multiple în acest domeniu.
Activitatea științifică,începută în anii studențești și continuată până în ultima zi de vară,se concretizează în lucrări (cărți,articole,note,recenzii),publicate atât în țară (Iași,București,Suceava,Târgu Mureș,Bacău,Oradea,Cluj,Sibiu,Vaslui),cât și în străinătate (Cracovia,Londra),dar și prin numeroase lucrări rămase în manuscris (aflate în arhiva familiei).
Începând din 1945 s-a ocupat îndeaproape de probleme de climatologie.Astfel,l-a preocupat istoria și evoluția rețelei de stații meteorologice din Moldova,clima orașelor (Iași,Galați,Huși,Bacău,Roman),Oradea,Cotnari,Depresiunea Onești-Cașin,zona Sucevei,litoralul românesc la Mării Negre.A realizat și sinteze asupra climei și microclimatelor din regiuni mai întinse - fostele regiuni Suceava,Bacău și Iași,zona Bălții Brăilei,Județul Vaslui,etc.
Intre problemele care le-a avut în atenție se numără:rolul climatic al reliefului României, clima anilor intrați în istorie 1906-1907,durta la sol a stratului de zăpadă în Moldova, implicații ale unor parametri climatici în construcțiile și nu a ocolit nici problema regionării climatice a părții estice a țării noastre.
A întocmit monografiile geografice ale orașului Focșani,fostelor raioane Huși,Murgeni,Bârlad,ale regiunilor Galați și Iași și județului Vaslui.
A colaborat la lucrările Contribuții la istoria dezvoltării Universității din Iași în perioada 1860-1960 și Itinerarii turistice în Moldova.

## Principalele  lucrări
De la prima contribuție în 1936,lista lucrărilor sale se ridica la 250 de studii,articole,note,din care prezentam doar câteva:
- (1936), Alunecări de strate și scurgeri de globuri pe Valea Bârladului și a Crasnei ,  BSRRG , LV , București ;
- (1938), Ținutul Elan-Horincea pe harta lui Dimitrie Cantemir , BSRRG , LVII , București ;
- (1943), Zonele de influență economică ale orașului Huși , Șt. “V. Adamachi”, XXIX,3-4,Iași ;
- (1948), Populația R.P.Române la 25 ianuarie 1948,Rev. Șt. “V. Adamachi”, 1-2,Iași ;
- (1961), Biologul Emil Racoviță și preocupările lui geografice “Iașul literar”,Iași ;
- (1972), Contribuții la cunoașterea climei orașului Huși , ASUCI,XX,Iași ;
- (1979), Potențialul energetic al vânturilor din România – utilizare în trecut și astăzi, “Cibinium”, Sibiu ;
- (1987), Geografia Municipiului Iași, Iași , 312 p. ;”